# Enschedese Headbangers Organisatie
De Enschedese Headbangers Organisatie (informeel afgekort tot EHBO) is een vereniging in Enschede die zich bezighoudt met metal-muziek en alles daaraan gerelateerd. Het doel is de promotie van metal in Enschede. Dit wordt gedaan door zowel meer metalconcerten te organiseren als het een kans geven aan kleine bands om op te treden voor een publiek. Vele Nederlandse metalbands hebben inmiddels opgetreden voor de EHBO en er is ook een redelijk aantal bands ontstaan door leden van de Enschedese Headbangers.

## Geschiedenis
De vereniging is in 1999 gestart door vijf studenten: Floris Lof, Dictus Miedema, Joop Kartouw, Lennard van Ingen en Chang Kuypers. Eerst is het een studentenvereniging geweest, maar dit veranderde en tegenwoordig is het een normale vereniging waar ook niet-studenten in zitten. Wel heeft de vereniging nog steeds banden met TuinfeesT, een doegroep van Technische Informatica aan de Universiteit Twente. In de loop der jaren zijn ook twee compilatie-cd's uitgebracht Enske metaal 1 en 2 waarop lokale metalbands te beluisteren zijn.

## Huidige activiteiten
Tegenwoordig organiseert de EHBO concerten, voornamelijk in café Rocks (voor kleinere bands) en poppodia Atak en Metropool. Daarnaast worden er verschillende diensten aan de leden geleverd, zoals jaarlijks vele activiteiten, variërende van een barbecue tot Halloween. Maar ook de wekelijkse EHBO-Rocks avond. Verder wordt de Metal Battle ook vanuit de EHBO georganiseerd.